# Альянц Філд
Альянц Філд (англ. Allianz Field) — футбольний стадіон в місті Сент-Пол, штат Міннесота, на 19 400 місць, який є домашньою ареною клубу «Міннесота Юнайтед» з MLS. Стадіон був відкритий 13 квітня 2019 року під час третього сезону клубу в MLS.

## Історія
23 жовтня 2015 року власники команди «Міннесота Юнайтед» оголосили, що клуб побудує власний стадіон. Стадіон місткістю 19 400 був завершений на початку 2019 року і коштував біля 200 мільйонів доларів.
Будівництво було завершено в лютому 2019 року, і стадіон відкрився через два місяці, 13 квітня 2019 року матчем «Міннесота Юнайтед» — «Нью-Йорк Сіті» перед 19 796 глядачами. Матч закінчився з рахунком 3:3, перший гол на новому стадіоні забив кубинець Освальдо Алонсо на 13-й хвилині.
Влітку 2019 року на стадіоні пройшли матчі Золотого кубка КОНКАКАФ